# Kim Dae-eun
Kin Dae-eun (Yeonggwang, Corea del Sur, 17 de septiembre de 1984) es un gimnasta artístico surcoreano, subcampeón olímpico en 2004 en el concurso general individual, y campeón del mundo en 2007 en barras paralelas.

## Carrera deportiva
En los JJ. OO. de Atenas 2004 gana la plata en la general individual, tras el estadounidense Paul Hamm (oro) y delante de su compatriota, el también surocoreano Yang Tae Young.
En el Mundial de Stuttgart 2007 gana el oro en paralelas, empatado con el esloveno Mitja Petkovšek, ambos por delante del uzbeko Anton Fokin.